# Paradisanthus bahiensis
Paradisanthus bahiensis är en orkidéart som beskrevs av Heinrich Gustav Reichenbach. Paradisanthus bahiensis ingår i släktet Paradisanthus och familjen orkidéer. Inga underarter finns listade i Catalogue of Life.

## Bildgalleri

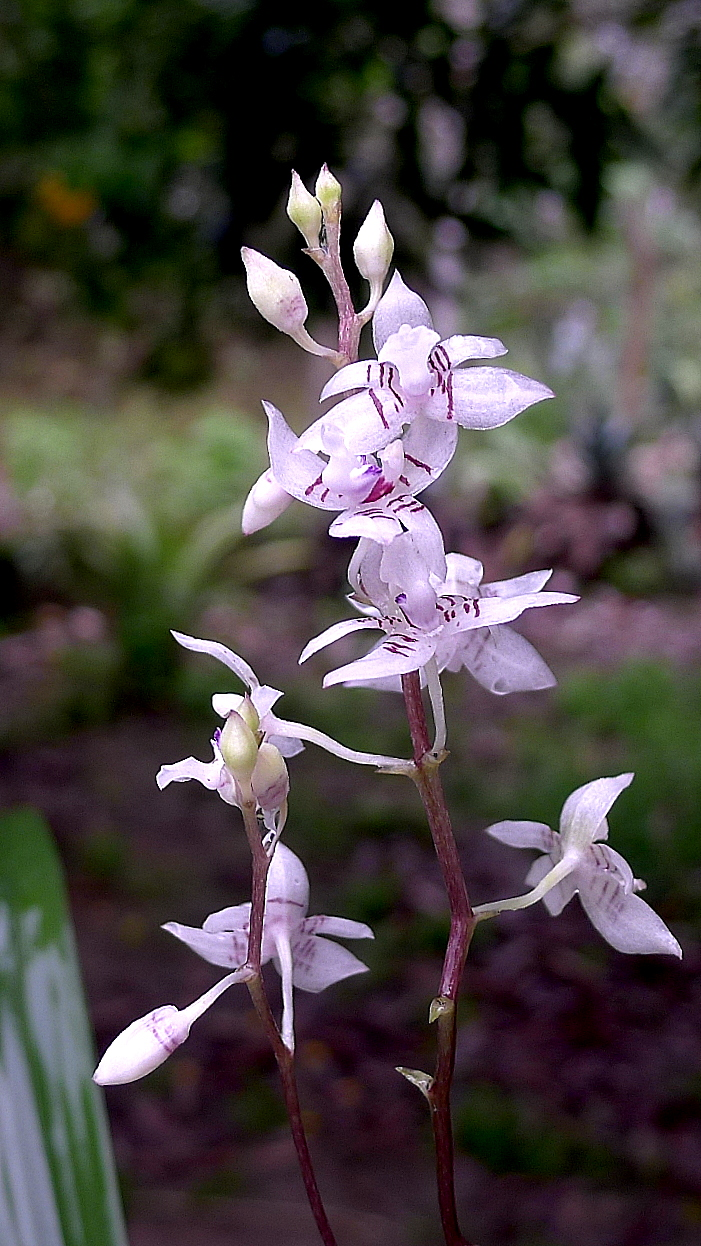
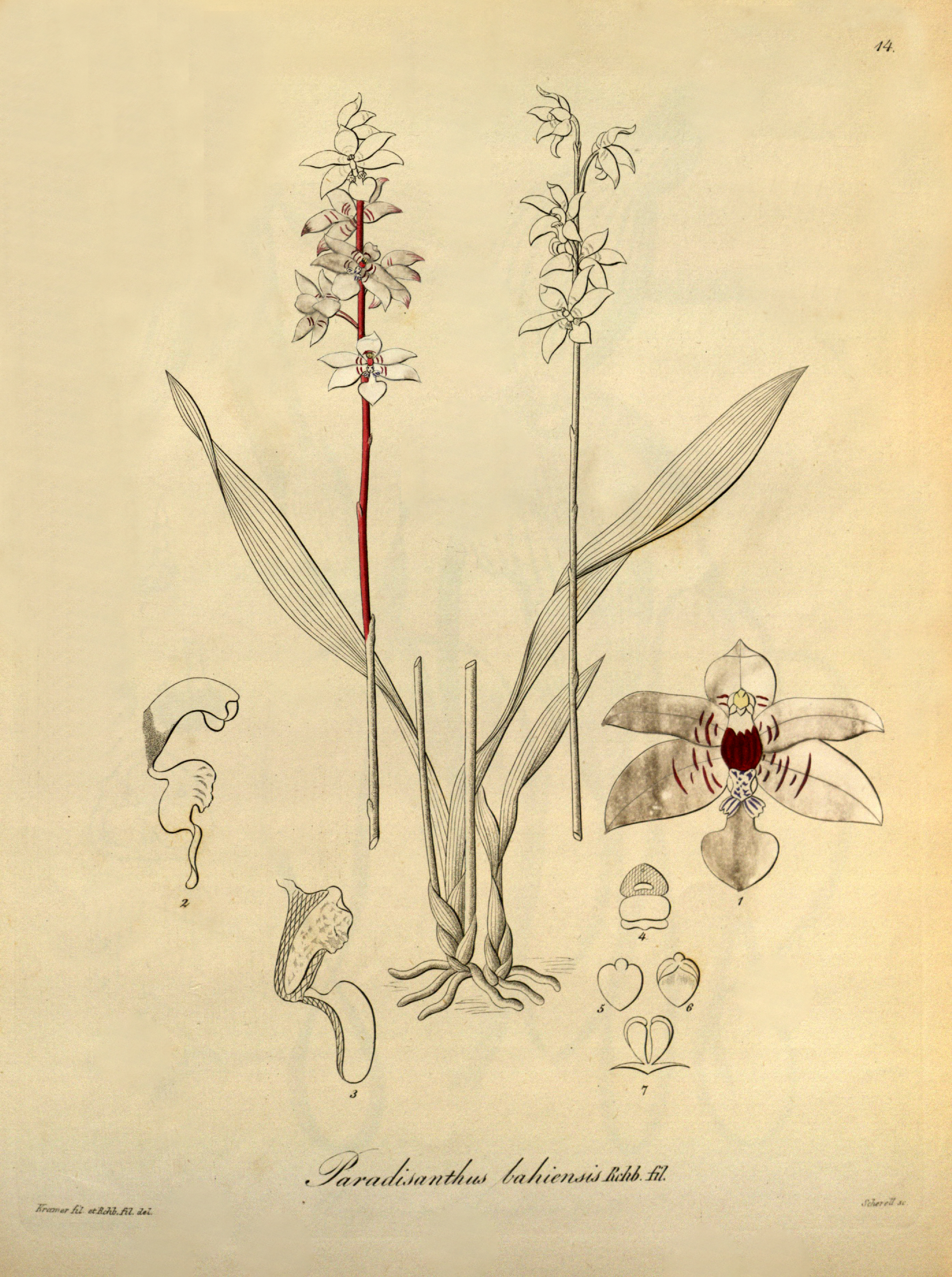
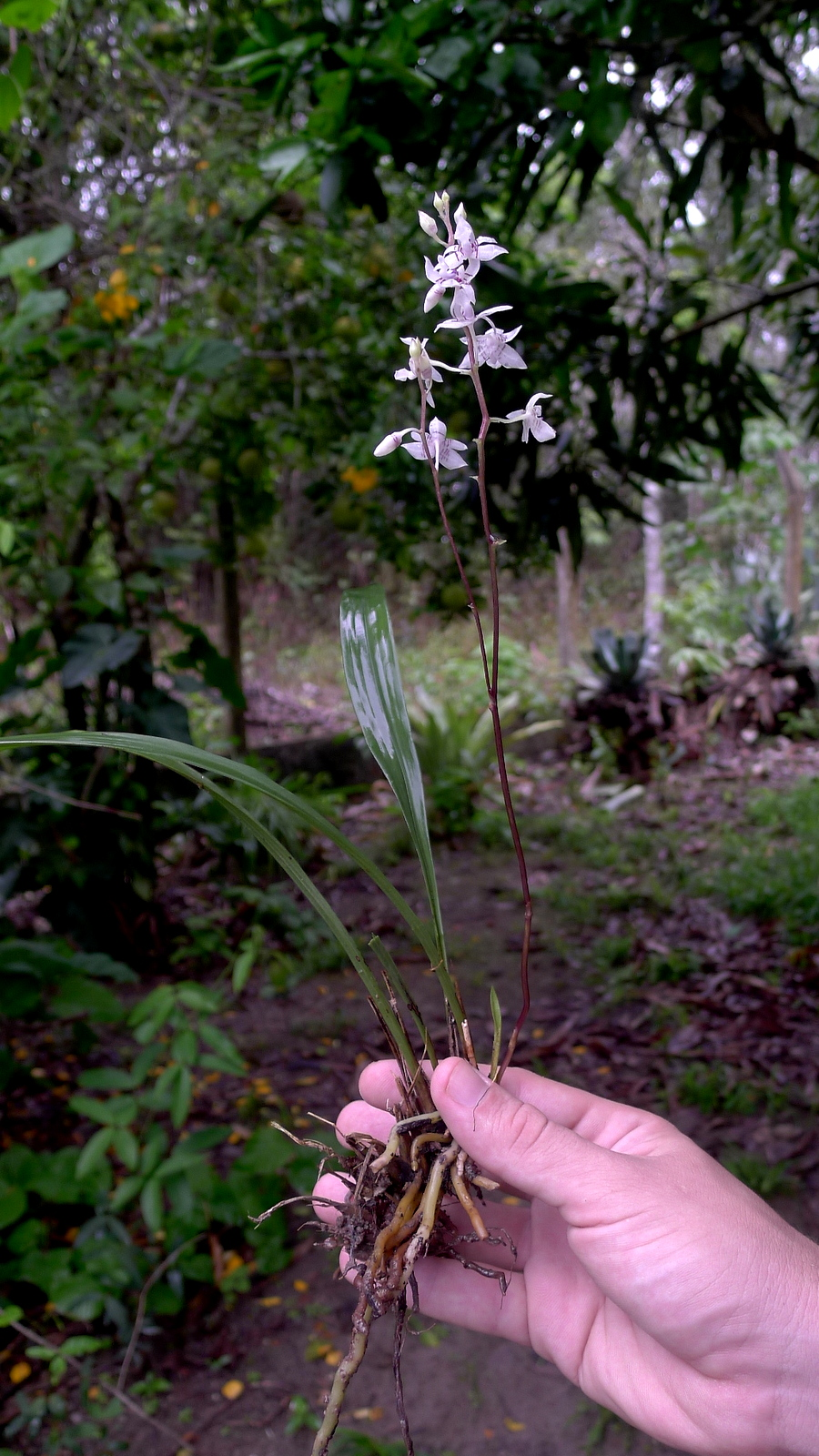